# International Aero Engines
Pour les articles homonymes, voir IAE (homonymie).

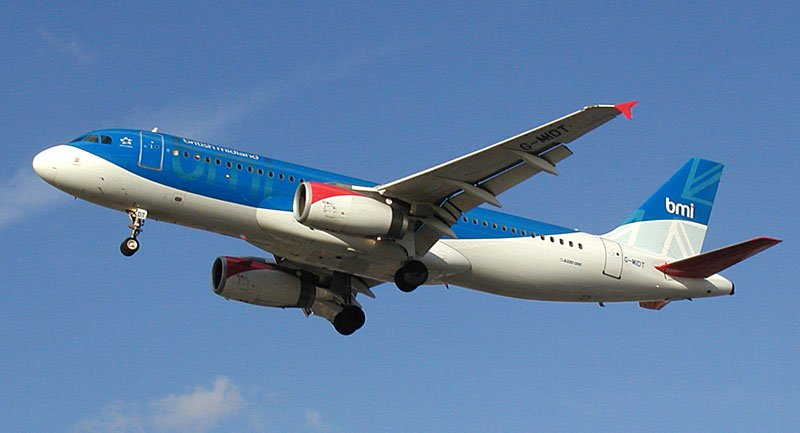
Airbus A320-232 de la compagnie bmi équipé de moteurs V2500

International Aero Engines (IAE) est une société internationale de construction de moteurs d'avions dont le siège se trouve à Zurich, en Suisse.
Elle produit notamment le V2500, un moteur à réaction à double flux à haut taux de dilution qui équipe la famille des Airbus A320 (A320, A321, A319 et Airbus Corporate Jet) ainsi que le McDonnell Douglas MD-90.

## Histoire
International Aero Engines est une coentreprise fondée en 1983 qui regroupe à l'origine quatre motoristes : Pratt & Whitney, Rolls-Royce, Japanese Aero Engines Corporation et MTU Aero Engines.  
Le 29 juin 2012, Pratt & Whitney, via sa socièté mère United Technologies, a acheté pour 1,5 milliard de dollars la part de Rolls-Royce dans le consortium,.

## Participations
Les membres du consortium et leurs parts de responsabilité dans la fabrication du V2500 sont les suivants :
| Motoriste                         | Motoriste | 1983   | 2012    | Activité                                         |
| --------------------------------- | --------- | ------ | ------- | ------------------------------------------------ |
| Pratt & Whitney                   |           | 32,5 % | 49,5 %  | Chambre de combustion et turbine haute pression  |
| Rolls-Royce                       |           | 32,5 % | 0 %     | Compresseur haute pression                       |
| Japanese Aero Engines Corporation |           | 32,5 % | 25,25 % | Soufflante et compresseur pression intermédiaire |
| MTU Aero Engines                  |           | 12 %   | 25,25 % | Turbine basse pression                           |

## Produits

### Le moteur V2500

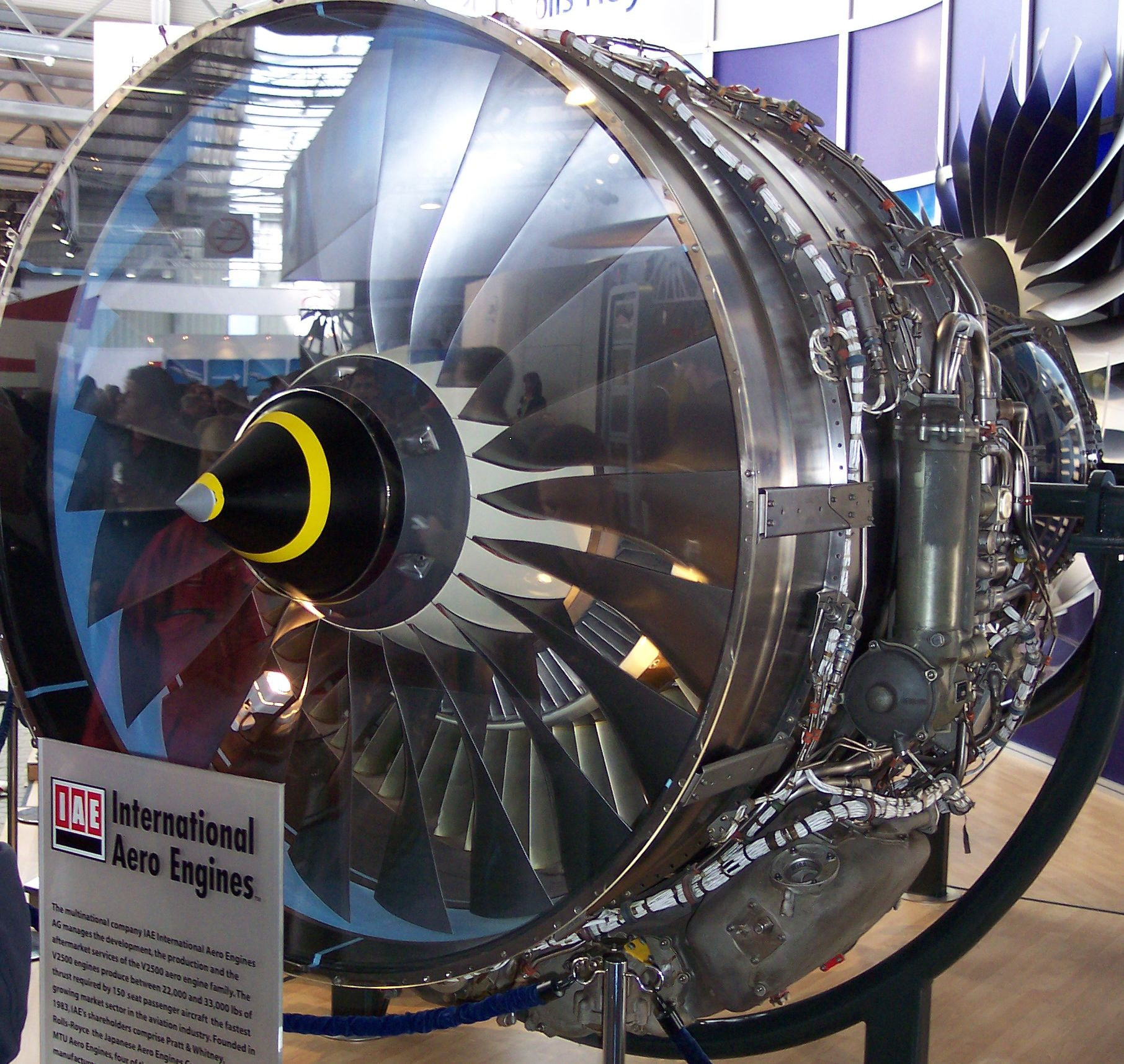
Le moteur IAE V2500

Le moteur V2500 a été certifié par la FAA en 1988.
Genèse du nom
- Le V (5 en chiffres romains) représente les cinq membres fondateurs (à l'origine Fiat Avio était le 5e).
- Le chiffre 2500 symbolisait la classe de poussée prévue (25 000 livres, soit 111 kN) relevée cependant entre-temps à 33 000 livres (soit 147 kN).